# 몬테주마군

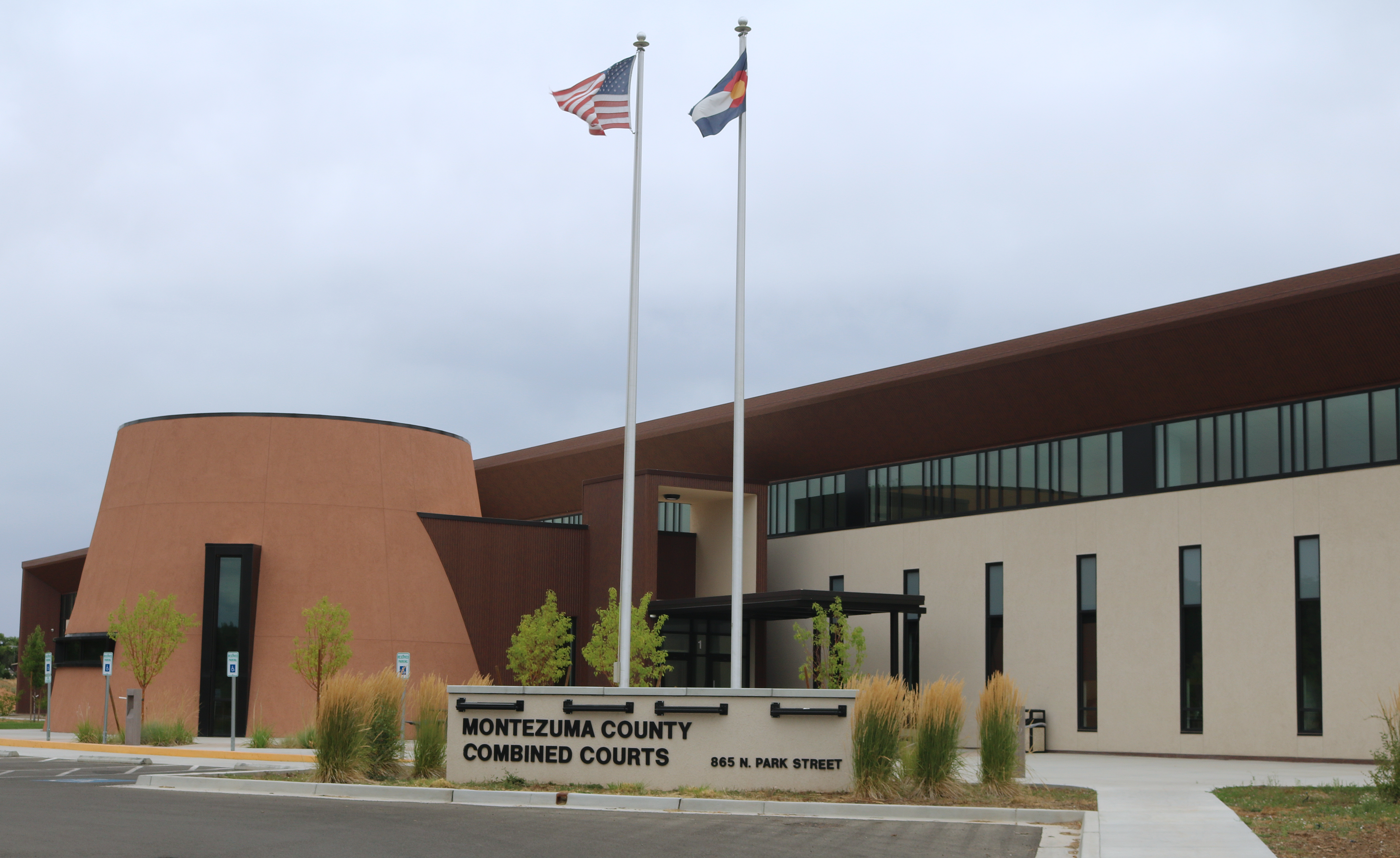

몬테주마군 또는 몬테주마 카운티(Montezuma County)는 미국 콜로라도주에 위치한 군이다. 2010년 기준으로 이 지역의 인구 수는 총 25,535명이다. 2019년 추산으로 이 지역의 총 인구 수는 26,183명이다. 카운티청 소재지이자 최대 도시는 코르테즈다. 몬테주마군에는 미국 최초의 유네스코 세계문화유산인 메사버드 국립공원이 있다.

## 인구
| 인구조사                                                      | 인구   | Note  | %±     |
| ------------------------------------------------------------- | ------ | ----- | ------ |
| 1890년                                                        | 1,529  |       | —      |
| 1900년                                                        | 3,058  |       | 100.0% |
| 1910년                                                        | 5,029  |       | 64.5%  |
| 1920년                                                        | 6,260  |       | 24.5%  |
| 1930년                                                        | 7,798  |       | 24.6%  |
| 1940년                                                        | 10,463 |       | 34.2%  |
| 1950년                                                        | 9,991  |       | −4.5%  |
| 1960년                                                        | 14,024 |       | 40.4%  |
| 1970년                                                        | 12,952 |       | −7.6%  |
| 1980년                                                        | 16,510 |       | 27.5%  |
| 1990년                                                        | 18,762 |       | 13.6%  |
| 2000년                                                        | 23,830 |       | 27.0%  |
| 2010년                                                        | 25,535 |       | 7.2%   |
| 2019 (추산)                                                   | 26,183 | [ 1 ] | 2.5%   |
| U.S. Decennial Census 1790-1960 1900-1990 1990-2000 2010-2015 |        |       |        |